# Jarzębia Łąka
Jarzębia Łąka – wieś w Polsce położona w województwie mazowieckim, w powiecie wołomińskim, w gminie Tłuszcz. Ma status sołectwa.
Prywatna wieś szlachecka położona była w drugiej połowie XVI wieku w powiecie kamienieckim ziemi nurskiej województwa mazowieckiego. W latach 1975–1998 miejscowość administracyjnie należała do województwa ostrołęckiego.
We wsi znajduje się przystanek kolejowy Jarzębia Łąka.
Wierni Kościoła rzymskokatolickiego należą do parafii św. Stanisława w Postoliskach.